# Silea
Silea település Olaszországban, Veneto régióban, Treviso megyében. Lakosainak száma 10 343 fő (2023. január 1.). Silea Carbonera, Casier, Roncade, San Biagio di Callalta, Treviso és Casale sul Sile községekkel határos.

## Népesség
A település népességének változása:
| Lakosok száma | 10 174 | 10 163 | 10 343 |
|               | 2017   | 2018   | 2023   |